# 81 a. C.
El año 81 a. C. fue un año del calendario romano prejuliano. En el Imperio romano, fue conocido como el año 673 Ab Urbe condita.

## Acontecimientos
- Sila es nombrado dictator y reforma el gobierno romano.
- Acaba la segunda guerra mitridática manteniendo el statu quo.
- Cicerón gana su primer caso.

## Fallecimientos
- Arshak I de Iberia